# Township Rollers Football Club
Il Township Rollers Football Club è una società calcistica del Botswana con sede nella città di Gaborone. Il club è stato fondato nel 1961 ed è una delle squadre più vincenti del paese.

## Storia
Il club fu fondato dai lavoratori del PWD (Public Works Department - Dipartimento dei lavori pubblici) nel 1961 col nome di Mighty Tigers. Nel 1965 il nome fu cambiato in Township Rollers Football Club.
Il periodo di maggior successo del club fu negli anni ottanta quando la squadra vinse 7 titoli nazionali tra il 1979 e il 1987.
Al termine della stagione 2001/02, conclusa all'ultimo posto in campionato, la squadra venne retrocessa per la prima volta nella sua storia in First Division. La militanza nella seconda serie nazionale durò poco: la stagione 2002/03 fu molto problematica a causa di uno scisma interno tra alcune delle maggiori squadre e la BFA che portò a modifiche nei calendari e nei tornei, la stagione 2003/04 si svolse normalmente e alla sua conclusione i Rollers guadagnarono la promozione in Premier League.
Nella stagione 2004/05 il club riuscì nella storica impresa di conquistare il cosiddetto double: campionato e coppa nazionale, grazie al contributo di una delle icone del calcio del Botswana, l'allenatore Joseph "Banks" Panene.
La stagione 2009/10 è stata ricca di successi per i Rollers che hanno conquistato il loro secondo double, imponendosi in campionato con 78 punti, distanziando di 13 lunghezze gli storici rivali dei Mochudi Centre Chiefs e battendoli per 3-1 nell finale della Coca Cola Cup.
Nella stagione 2010/11 i Rollers si sono nuovamente imposti nel campionato nazionale, undicesimo titolo nella storia del club, ma sono stati eliminati nei quarti di finale della coppa del Botswana dall'Uniao Flamengo Santos (4-3 ai calci di rigore dopo il pareggio per 1-1 nei tempi regolamentari). La nota negativa della stagione è stata la mancata partecipazione alla CAF Champions League: il club campione in carica del Botswana doveva affrontare nel turno preliminare gli angolani dell'Interclube di Luanda ma a causa di problemi finanziari la società ha deciso di non prendere parte alla manifestazione internazionale. Il ritardo con cui la federazione nazionale ha comunicato alla CAF la decisione di non prendere parte al torneo ha comportato una squalifica di tre anni dalle competizioni continentali e una multa di 1.500 dollari per il club.

## Palmarès

### Competizioni nazionali
- Premier League: 16

1979, 1980, 1982, 1983, 1984, 1985, 1987, 1995, 2005, 2010, 2011, 2014, 2016, 2017, 2018, 2019
- FA Challenge Cup: 6

1993, 1994, 1996, 2005, 2010
- Orange Kabelano Charity Cup: 4

2002, 2004, 2006, 2014

### Altri piazzamenti
- BFA Challenge Cup:

Finalista: 2003

## Statistiche e record

### Partecipazioni alle competizioni internazionali
- Coppa dei Campioni d'Africa/CAF Champions League: 7 presenze

1981 - Primo turno
1983 - Turno preliminare
1984 - Turno preliminare
1985 - Primo turno
1988 - Turno preliminare
1996 - Turno preliminare
2011 - Turno preliminare (ritiro)
- Coppa della Confederazione CAF: 1 presenza

2006 - Secondo turno
- Coppa delle Coppe d'Africa: 4 presenze

1980 - Primo turno
1994 - Turno preliminare
1995 - Primo turno
1997 - Turno preliminare

## Organico

### Rosa 2019-2020
| N. |                     | Ruolo | Calciatore               |
| -- | ------------------- | ----- | ------------------------ |
| 23 | Botswana (bandiera) | P     | Keagile Kgosipula        |
|    | Botswana (bandiera) | P     | Wagarre Dikago           |
| 34 | Botswana (bandiera) | P     | Kabelo Dambe             |
| 3  | Botswana (bandiera) | D     | Thatayaone Ditlhokwe     |
|    | Botswana (bandiera) | D     | Oscar Ncenga             |
|    | Botswana (bandiera) | D     | Thato Bolweleng          |
|    | Botswana (bandiera) | D     | Mosha Gaolaolwe          |
|    | Botswana (bandiera) | D     | Kaone Van Der Westhuizen |
|    | Botswana (bandiera) | D     | Edwin Olerile            |
|    | Botswana (bandiera) | D     | Percy More               |
|    | Botswana (bandiera) | D     | Tshepo Motlhabankwe      |
|    | Botswana (bandiera) | C     | Abednico Powell          |
|    | Botswana (bandiera) | C     | Kago Monyage             |
|    | Botswana (bandiera) | C     | Maano Ditshupo           |

| N. |                     | Ruolo | Calciatore           |
| -- | ------------------- | ----- | -------------------- |
|    | Botswana (bandiera) | C     | Segolame Boy         |
|    | Botswana (bandiera) | C     | Edwin Moalosi        |
|    | Botswana (bandiera) | C     | Gape Mohutsiwa       |
|    | Botswana (bandiera) | C     | Mothusi Cooper       |
|    | Botswana (bandiera) | C     | Ntesang Simanyana    |
|    | Botswana (bandiera) | C     | Ofentse Nato         |
|    | Botswana (bandiera) | A     | Boyo Lechaena        |
|    | Botswana (bandiera) | A     | Ocean Lottering      |
|    | Botswana (bandiera) | A     | Bogosi Mfila         |
|    | Botswana (bandiera) | A     | Motsholetsi Sikele   |
| 18 | Botswana (bandiera) | A     | Tumisang Orebonye    |
|    | Botswana (bandiera) | A     | Galabgwe Moyana      |
|    | Botswana (bandiera) | A     | Lemponye Tshireletso |

### Rosa 2010-2011
| N. |                     | Ruolo | Calciatore           |
| -- | ------------------- | ----- | -------------------- |
| 1  | Botswana (bandiera) | P     | Mampule Masule       |
| 2  | Botswana (bandiera) | D     | Kgomari Mathuba      |
| 3  | Botswana (bandiera) | C     | Kobamelo Kebaikantse |
| 4  | Botswana (bandiera) | C     | Amos Godirwang       |
| 5  | Botswana (bandiera) | D     | Simisani Mathumo     |
| 7  | Botswana (bandiera) | C     | Sekhana Koko         |
| 8  | Botswana (bandiera) | C     | Mohammed Chawila     |
| 9  | Botswana (bandiera) | C     | Thapelo Balepi       |
| 10 | Botswana (bandiera) | A     | Onalethata Tshekiso  |
| 11 | Botswana (bandiera) | A     | Oteng Mongala        |
| 13 | Botswana (bandiera) | C     | Tebogo Mothusi       |
| 14 | Botswana (bandiera) | D     | Oscar Ncenga         |
| 15 | Botswana (bandiera) | C     | Lawrence Majawa      |
| 16 | Botswana (bandiera) | P     | Kabelo Dambe         |

| N. |                     | Ruolo | Calciatore           |
| -- | ------------------- | ----- | -------------------- |
| 17 | Botswana (bandiera) | C     | Joel Mogorosi        |
| 18 | Botswana (bandiera) | A     | Phenyo Molefhe       |
| 19 | Botswana (bandiera) | A     | Mweuka Musonda       |
| 20 | Botswana (bandiera) | D     | Edwin Olerile        |
| 21 | Botswana (bandiera) | C     | Kamogelo Molemogi    |
| 22 | Botswana (bandiera) | A     | Thando Moreki        |
| 23 | Botswana (bandiera) | C     | Justice Dongwane     |
| 24 | Botswana (bandiera) | D     | McDonald Tshwaranang |
| 25 | Botswana (bandiera) | C     | Powell Abednico      |
| 26 | Botswana (bandiera) | C     | Mogomotsi Kerebotswe |
| 27 | Botswana (bandiera) | D     | Pius Kolagano        |
| 30 | Botswana (bandiera) | C     | Botshelo Lerato      |
| 31 | Botswana (bandiera) | P     | Tshepo Ngwenya       |

#### Staff
- Oscar Tshupelo - Team manager
- Motshegetsi Mafa - Welfare manager
- Wesley Mondo - Allenatore
- Thabo “Mahala” Motang - Allenatore dei portieri
- Prof. Onyewandume - Preparatore atletico
- Patrick Rachaba - Medico sociale